# 広島県立呉特別支援学校江能分級
広島県立呉特別支援学校江能分級（、英称:Hiroshima prefectural Kure special support school,Enou branch school）は、広島県江田島市能美町鹿川に存在する県立特別支援学校の分校である。

## 沿革

### 開校以前
- 1979年(昭和54年)
  - 4月1日 - 広島県立呉特別支援学校が開校[1]。

### 開校以後
- 1980年(昭和55年)
  - 4月1日 - 広島県立呉養護学校江能分級が開校[1]。
- 1990年(平成2年)
  - 1月5日 - 同校が現在地に移転[1]。
- 2007年(平成19年)
  - 4月1日 - 同校が広島県立呉特別支援学校江能分級と改称[注 1]。